# Ennui (Walter Sickert)
Ennui est une peinture à l'huile sur toile mesurant 152,4 × 112,4 cm réalisée vers 1914 par Walter Sickert, peut-être la plus célèbre de l'artiste britannique, et dont il existe au moins cinq versions.
Walter Sickert lui a donné un titre en français. 

## Description
Un vieil homme fume, la femme regarde ailleurs, il n'y a rien d'agressif entre ces deux êtres ; tout simplement, ils n'ont rien à se dire.

## Analyse
L'ennui mortel des protagonistes se combine à une immense fatigue et un grand découragement. Tout dans cette scène est criblé de tension. Non seulement les relations entre les deux personnages sont hostiles, mais même les choses semblent s'être hérissées, prêtes à écraser leurs maîtres. Les objets et leur emplacement jouent dans Ennui un rôle au moins aussi important que le couple en question. 
Pour la photo préparatoire, Sickert a fait poser sa femme de chambre, Mary, et son vieil ami, surnommé Hubby.